# Aureliano Estévez
Aureliano Estévez Tamayo (Sabadell, 27 agosto 1949 – Las Palmas de Gran Canaria, 14 marzo 2012) è stato un calciatore spagnolo, di ruolo difensore.

## Carriera
Giocò per tutta la carriera nella Primera División spagnola con il Las Palmas ad eccezione della stagione 1974-1975, trascorsa in prestito al Tenerife, in Segunda División.
Morì a 62 anni a causa di una grave malattia.